# Mónica Jaramillo
Mónica Patricia Jaramillo Giraldo (Marinilla, Antioquia, 30 de setembro de 1984) é uma jornalista, rainha de beleza e apresentadora de televisão colombiana.
Mónica realizou os estudos de Comunicação social na Universidade Pontificia Bolivariana e fez um grau de mestre em Ciência política na Universidade de Los Andes. Ela competiu no Miss Colômbia em 2003, deixando segunda finalista. Ele ganhou o concurso Rainha Bolivariana em 2004. Ela apresentou a notícia Teleantioquia, então Telemedellín. Em 2011, apresenta a notícia do CM&, e em 2013, Notícias Caracol con Vanessa de la Torre. Jaramilllo foi responsável pela condução da cerimônia de homenagens no Estádio Atanasio Girardot, o acidente com o avião da Chapecoense.
Monica chamou atenção por não ter conseguido conter a emoção, principalmente no momento em que segurava o microfone para as declarações do então ministro das Relações Exteriores do Brasil, José Serra, na cerimônia de homenagem às vítimas do acidente aéreo Em 2017 assumiu como apresentadora eventual do programa Vive Medellín, na emissora Blu Radio.
Em dezembro de 2016, o governo do Brasil, a mão do seu presidente Michel Temer, deu Jaramillo e doze outros colombianos da Ordem do Rio Branco, no grau de Cavaleiro.